# Sociedades Económicas de Amigos do País

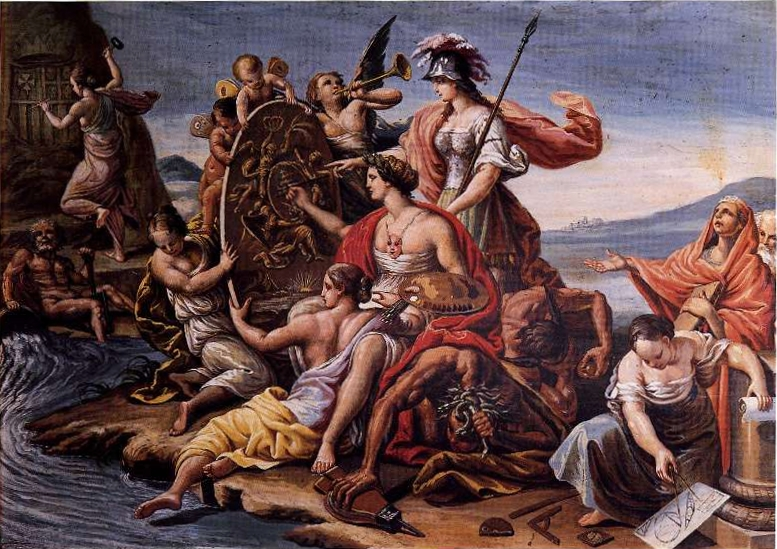
Alegoria das Belas Artes, exaltando a Real Sociedad Económica Aragonesa de Amigos del País; obra do pintor espanhol Manuel Bayeu.

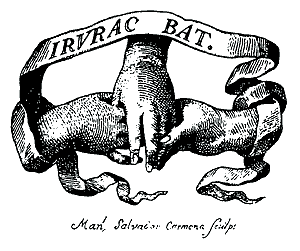
Emblema da Real Sociedad Bascongada de Amigos del País, a mais antiga Sociedade Económicas de Amigos do País em Espanha.

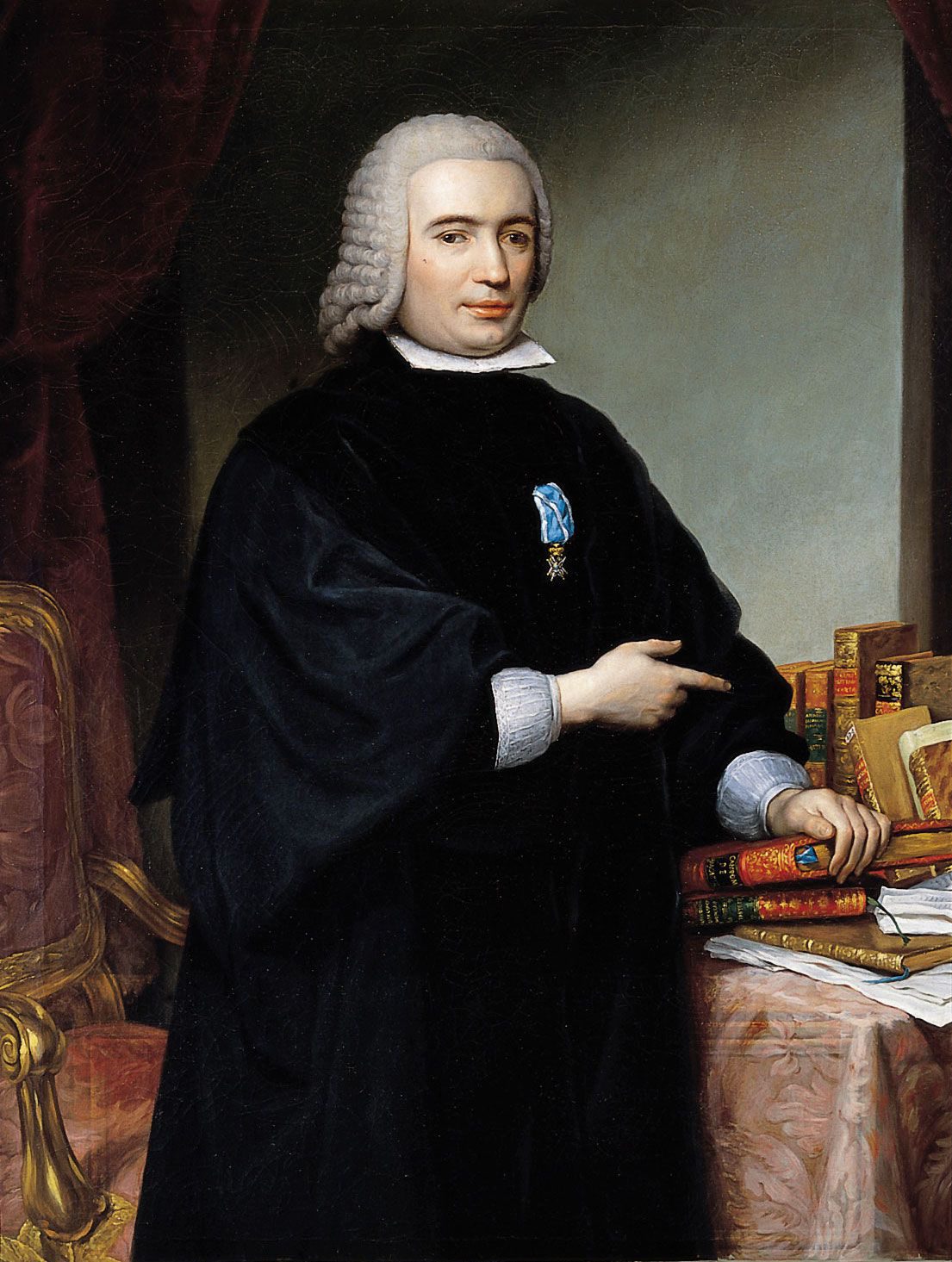
Retrato de Pedro Rodríguez de Campomanes por Francisco Bayeu (1777). Campomanes foi o principal impulsionador das Sociedades Económicas de Amigos do País em Espanha.

As Sociedades Económicas de Amigos do País (em castelhano:  Sociedades Económicas de Amigos del País) foram organizações não governamentais inspiradas nas ideias do Iluminismo que surgiram em Espanha, Irlanda e Suíça a partir da segunda metade do século XVIII, que tinham como objetivo promover o desenvolvimento dos países, nomeadamente através do estudo da situação económica e da busca de soluções para os problemas detetados.

## Em Espanha
As Sociedades Económicas de Amigos del País promoveram a agricultura, o comércio e a indústria, e publicaram traduções e obras estrangeiras que apoiavam as ideias da Fisiocracia e do Liberalismo económico. Contavam com licença real para se constituírem e reunir, e na sua fundação intervieram os setores mais dinâmicos da sociedade: importantes figuras da nobreza e da Igreja, dos negócios, titulares de cargos públicos e artesãos.
A primeira sociedade a constituir-se foi a Real Sociedad Bascongada de Amigos del País, fundada pelo conde de Peñaflorida, Xavier María de Munibe e Idiáquez em 1765, em Azkoitia, no País Basco. Dez anos mais tarde foi fundada a Real Sociedad Económica de Madrid, por iniciativa de Pedro Rodríguez de Campomanes. No princípio do século XIX já existiam em Espanha 63 sociedades nas principais cidades do país.
Campomanes e outros perceberam que Espanha tardava em desenvolver-se economicamente. Viam como principais fatores negativos a falta de indústria e a baixa produtividade. Os pensadores liberais e os chamados afrancesados (administradores e pensadores influenciados pelo advento da dinastia espanhola dos Bourbons) procuraram difundir os avanços e o pensamento do Iluminismo.

## Nas colónias espanholas da América
Nas colónias espanholas da América também se formaram sociedades do mesmo tipo, como foi o caso do Chile em 1812, de Nova Granada em 1801, 1812 e 1835, Cuba em 1787 e 1793, Porto Rico, Equador, México, Peru, Panamá e Venezuela.
Nestes locais, a missão de fomentar a indústria chocava com os ditames do Mercantilismo, que enfatizava a primazia da indústria da metrópole e a obrigação das colónias em comprar os produtos de Espanha. Além disso, na cultura mais conservadora da América espanhola, a missão de propagar o Iluminismo encontrou revelou-se uma tarefa mais difícil e sofreu com a censura oficial  inclusivamente de algumas obras autorizadas em Espanha. Apesar disso, alguns membros das sociedades atreveram-se a levar vários livros proibidos desde a Europa, como por exemplo, a Enciclopédia de Diderot. Esses livros foram compartilhados entre os membros das sociedades.
Embora algumas das sociedades das colónias pouco tenham passado de projetos de um aristocrata entusiasta ou uma imitação de uma moda metropolitana, houve várias que se destacaram nas suas atividades, publicando ensaios sobre novos desenvolvimentos na área da agropecuária e advogando o comércio livre, por oposição aos monopólios vigentes dos comerciantes espanhóis. A sociedade de Antigua Guatemala foi encerrada diversas vezes por ordem do intendente por atividades supostamente políticas. A de Havana ainda existe na atualidade. A atividade destas sociedades é precursora do projeto de emancipação que nasce depois do cativeiro do rei em 1810.

## Impacto na sociedade
Tanto em Espanha como no Novo Mundo, as sociedades foram o berço de novas formas de sociabilidade, onde os seus membros se reuniam em público para debater os temas do dia. Nestas reuniões participavam pessoas de diversas classes sociais. As sociedades normalmente organizavam-se formalmente, conservando registos das atividades de cada reunião e elegendo os corpos gerentes para as funções oficiais do grupo.